# Díszes pókhálósgomba
A díszes pókhálósgomba (Cortinarius saginus) a pókhálósgombafélék családjába tartozó, Európa és Észak-Amerika fenyveseiben honos, ehető gombafaj.

## Megjelenése
A díszes pókhálósgomba kalapja 5-12 cm széles, eleinte félgömb alakú, később domborúan, idősen laposan kiterül. Széle sokáig begöngyölt marad. Felszíne nyálkás. Színe sárgásbarna vagy narancsbarna, közepe vörösbarna; felszínén vörösbarna burokmaradványok lehetnek. Kálium-hidroxiddal a kalapbőr halvány barnásrózsaszín, a hús sötét vörösbarna színreakciót ad. 
Húsa fehér. Szaga gyenge, kovászra emlékeztet, némileg kellemetlen; íze nem jellegzetes. 
Sűrű lemezei rövid foggal tönkhöz nőttek. Színük fiatalon szürkés, éretten rozsdabarna. A fiatal lemezeket fehér, sűrű, pókhálószerű kortina védi.
Tönkje 5-10 cm magas és 1-2 cm vastag. Alakja bunkós, tövénél 3,5 cm vastag is lehet. Színe fehéres, felszínén sárgás vagy barnásokkeres  burokmaradványok lehetnek. 
Spórapora rozsdabarna. Spórája elliptikus vagy mandula alakú, finoman szemölcsös, mérete 8,5-10,5 x 4,5-6 um.

### Hasonló fajok
A nyír alatt termő, fiatalon lilás lemezű övestönkű pókhálósgombával lehet összetéveszteni. Hasonlíthat rá a kénsárga pókhálósgomba, a zsemlebarna pókhálósgomba, esetleg a retekszagú fakógomba is.

## Elterjedése és termőhelye
Európában és Észak-Amerikában honos. 
Nedves, savanyú talajú fenyvesekben, főleg luc alatt található meg, sokszor moha, áfonyabokrok között. Augusztustól októberig terem.
Ehető, de könnyen összetéveszthető nem ehető fajokkal.

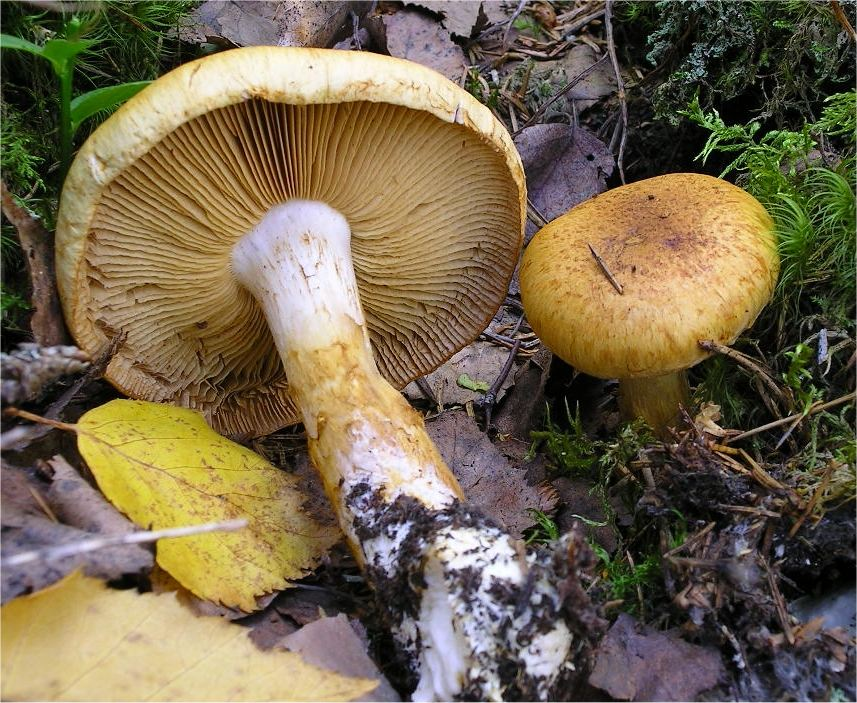
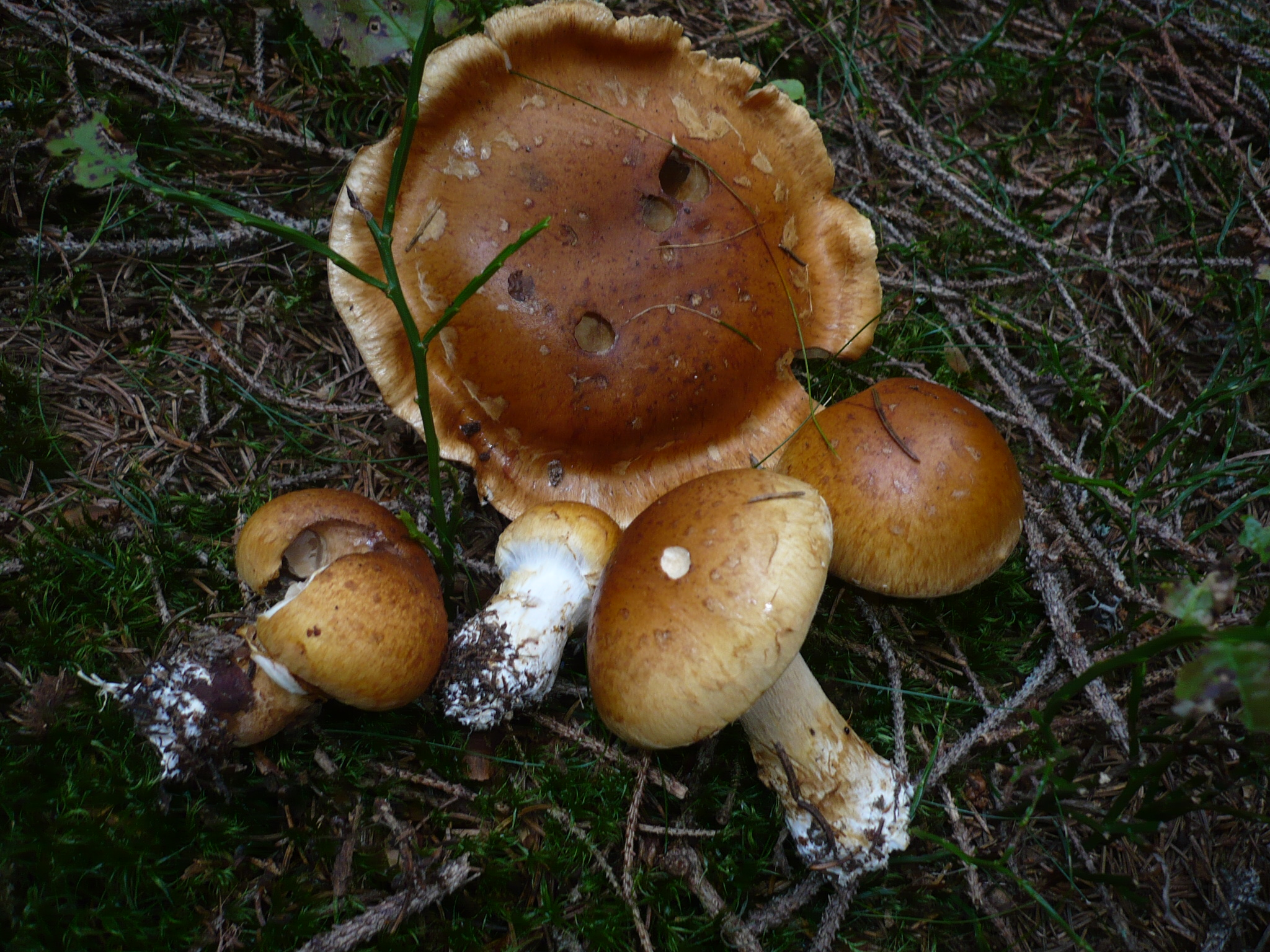
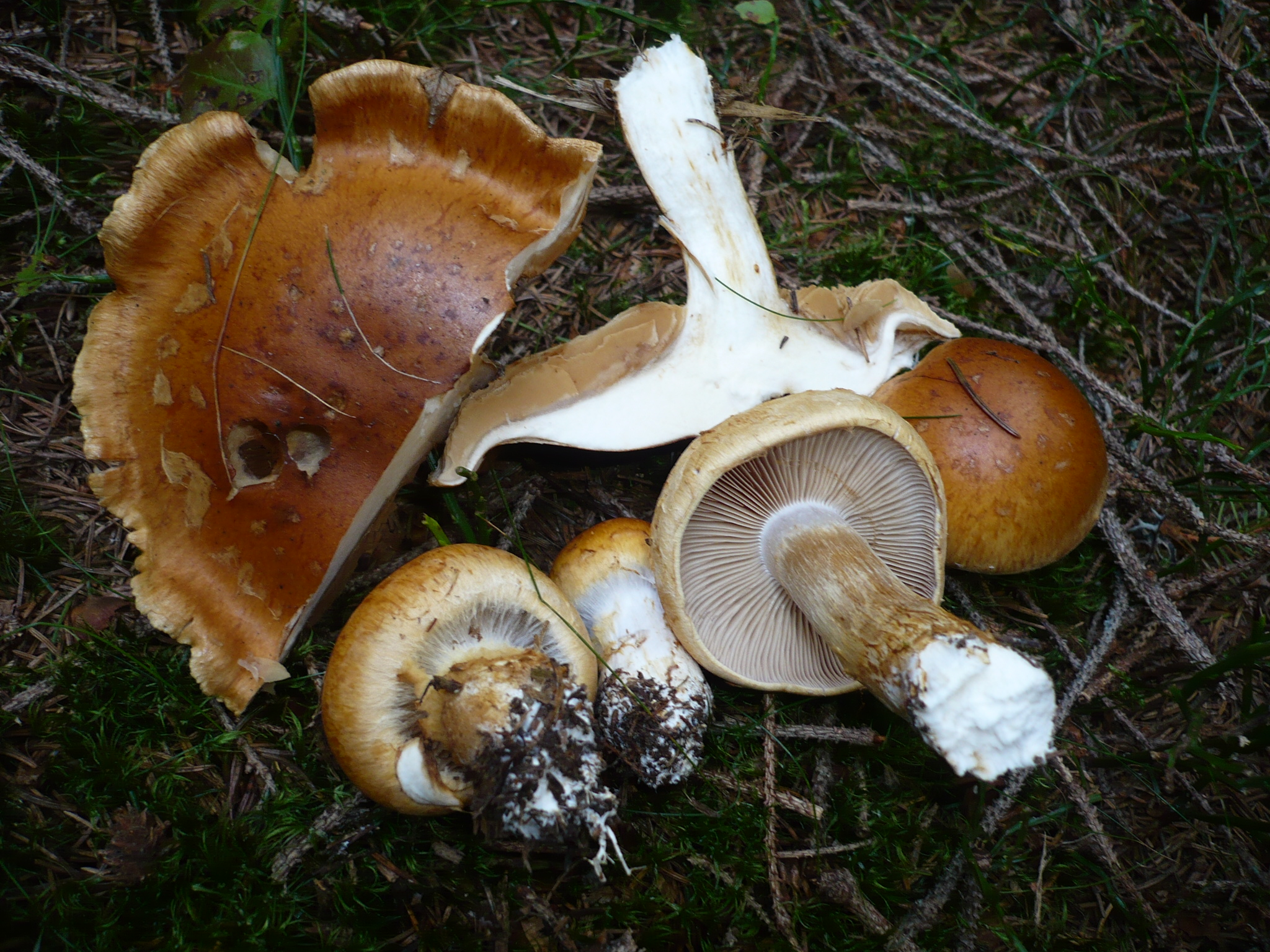